# Idioleto
Um idioleto (AO 1945: idiolecto) é uma variação de uma língua única a um indivíduo. É manifestada por padrões de escolha de palavras e gramática, ou palavras, frases ou metáforas que são únicas desse indivíduo. Cada indivíduo tem um idioleto; o arranjo de palavras e frases é único, não significando que o indivíduo utiliza palavras específicas que ninguém mais usa. Um idioleto pode evoluir facilmente para um ecoleto - uma variação de dialeto específica a uma família de indivíduos.
Embora frequentemente passem despercebidos na fala, alguns idioletos, particularmente os incomuns empregados por indivíduos famosos, são imortalizados na forma de apelidos. Exemplos famosos incluem os apelidos de Ernesto "Che" Guevara e Willie Mays ("Say-Hey Kid"), que constantemente usavam as expressões "che" e "say hey", respectivamente.
Dependendo para quem você pergunta, os idioletos são derivados de ideias de linguagem abstratas padronizadas, defendido por "autoridades" (como editores de dicionários), ou linguagens são congruências de idioletas e, portanto, existem apenas na interseção entre falantes individuais. Enquanto a verdade, se existir, provavelmente está no meio-termo entre esses extremos, cada proposta fornece um modelo útil de análise linguística. Uma abordagem científica mais tradicional está contida na primeira definição. A segunda compreensão do termo se tornou uma base para investigar a evolução da linguagem em um modelo genético: a existência da espécie é extrapolada a partir de uma multidão de organismos (idioletos) com características em comum. Cada espécie evolui através de mudanças nos organismos como indivíduos. Idioletos mudam pelo contato com outros idioletos e se transformam pela sua vida, assim como por geração em geração. Em geral, as linguagem selecionam por compatibilidade com a capacidade de aprendizado dos cérebros humanos imaturos. Idioletos, porém, têm uma ampla capacidade de mudança, particularmente na era atual, com o contato crescente entre muitas pessoas diferentes, em que os aspectos sistemáticos da linguagem que são a área tradicional de estudos linguísticos estão em movimento constante.
Atualmente, não há uma teoria geral da comunicação baseada em idioletos. O mais importante, porém, seja a linguagem uma norma previamente estabelecida ou uma construção fluida de cada momento da comunicação, existem habilidades cognitivas gerais que todos os seres humanos compartilham para se comunicarem. Essas ferramentas, inetentes à comunicação simbólica, incluem a habilidade de compreender uma situação e fornecer informações apropriadas, acesso a funções de memória recente ou distante, a habilidade de diferenciar e conceituar  o passado, o presente e o futuro e a habilidade de reconhecer que outros cérebros humanos também utilizam essas e outras ferramentas para representar seu estado interno e entender a representação do estado interno de outras pessoas.